# 장난감이 살아있다
《장난감이 살아있다》(스페인어: Metegol)는 2013년 공개된 스페인과 아르헨티나 합작 애니메이션 영화이다.

## 출연
- 남도형: 제이크
- 김채하: 클라라
- 이현: 에이스
- 김태균: 케스터 / 트윈
- 정찬우: 해설자 / 더블 트윈
- 이호산: 루닌
- 권창욱: 레드
- 심규혁: 날도
- 김혜성: 아트
- 채민지: 매티
- 박상훈
- 소정환
- 최낙윤